# Das Ende des Glaubens
Das Ende des Glaubens: Religion, Terror und das Licht der Vernunft ist der Titel der deutschen Übersetzung des Erstlingswerkes von Sam Harris. Es erschien im englischen Original unter dem Titel The End of Faith im Jahr 2004.

## Inhalt
Harris schrieb das Buch nach eigenen Angaben unter dem Eindruck der Terroranschläge vom 11. September 2001 in New York City, Washington, D.C. und Pennsylvania. Sam Harris essayistisch und subjektiv gehaltenes Buch steht im Kontext mit einem erkennbaren Wiedererstarken der Religion in den USA. Er untersucht den Zusammenhang zwischen Religion und Gewalt sowie die Hintergründe des islamistischen Terrors. Ferner unterscheidet er zwischen Religion und Spiritualität und fordert ein Ende des Glaubens.
In sieben Kapiteln widmet Harris sich den unterschiedlichen historischen und gegenwärtigen Erscheinungsformen von Religion, wobei Schwerpunkte auf dem Christentum und dem Islam liegen. Bei seiner Untersuchung zum Christentum erwähnt er Kreuzzüge, Hexenverbrennungen, die Verfolgung von Juden wie auch weiteren Andersgläubigen. Zudem stellt er den Einfluss des christlichen Antijudaismus auf den Holocaust dar.
Dem Islam wirft Harris vor, einen Todeskult zu zelebrieren und zitiert einschlägige Stellen aus dem Koran. Der Autor beklagt die Tabuisierung einer fundamentalen Kritik am Glauben; er formuliert eine deutliche Kritik gegenüber nicht belegbaren Fakten und postulierten Ungereimtheiten bzw. Widersprüchen und erklärt, dass sich auch religiöse Aussagen einer kritischen Prüfung unterziehen müssten.

## Rezeption
Das Buch brachte Sam Harris 2005 in den USA den PEN/Martha-Albrand-Preis für Sachbücher ein. Es verkaufte sich dort mehr als 300.000 mal und löste heftige Kontroversen aus. 2006 reagierte Harris auf die Kritik mit seinem zweiten Buch Brief an ein christliches Land.